# Coenotephria juracolaria
Coenotephria juracolaria là một loài bướm đêm trong họ Geometridae.